# غراهام مودي
غراهام مودي (بالإنجليزية: Graham Moodie) هو لاعب هوكي الحقل بريطاني، ولد في 15 يناير 1981.

## وصلات خارجية
- غراهام مودي على موقع الاتحاد الدولي للهوكي (الإنجليزية)
- غراهام مودي على موقع أوليمبيديا (الإنجليزية)
- غراهام مودي على موقع اللجنة الأولمبية البريطانية (الإنجليزية)
- غراهام مودي على موقع اتحاد ألعاب الكومنولث (مؤرشف) (الإنجليزية)
- غراهام مودي على موقع دورة ألعاب الكومنولث 2006 (مؤرشف) (الإنجليزية)